# Пума
Пу́ма (горный лев, кугуар) (лат. Puma concolor) — хищник рода Пумы семейства кошачьих. Обитает в Северной и Южной Америке. Самый крупный представитель малых кошек. Длина тела животного составляет 100—190 см, при длине хвоста 60—75 см, высота в холке 60—80 см при массе тела до 105 кг для самцов. Рекордным весом в 105,2 кг обладал самец, убитый в 1901 году (два других заявленных рекорда в 118 и 125 кг подтверждений не получили). Охотится преимущественно на оленей.

## История
В 1553 году даётся одно из первых её описаний в книге «Хроника Перу» Сьеса де Леона.
Слово «пума» происходит из языка кечуа, слово «кугуар» — из языка гуарани (порт. çuçuarana).

## Внешний вид
Пума — четвёртый по величине представитель семейства кошачьих в мире и второй в Америке; крупнее неё только тигр, лев и ягуар. Эта кошка достигает в длину 160—182 см при длине хвоста 60—75 см, высоте в холке 60—90 см и массе до 105 кг (самцы). Обычно нормальный самец крупного подвида весит 60—80 кг. Самки мельче самцов приблизительно на 20—30 %.
Тело у пумы гибкое и удлинённое, лапы невысокие, голова сравнительно небольшая. Задние лапы заметно массивнее передних. Хвост длинный, мускулистый, равномерно опушённый.
Лапы широкие, с острыми, кривыми втяжными когтями; на задних лапах по 4 пальца, на передних — по 5. Втяжные когти используются для захвата и удержания добычи, а также для лазания по деревьям. Подушечки пальцев овальные, на подушечке пятки три отчётливых доли — общая черта для всех кошек.
У пумы тридцать зубов: по 6 резцов, 2 клыка, 6 (на верхней) и 4 (на нижней) премоляра и 2 моляра на челюсть. Длинные клыки используются для захвата добычи и протыкания кожи и мышц, маленькие резцы служат для удаления шерсти или перьев с добычи. Крепкие зубы этой кошки приспособлены, чтобы спокойно разрывать ткани и ломать кости.
Состояние зубов — один из основных показателей при определении возраста кошки. Молочные зубы у пум полностью прорезаются к 4 месяцам жизни. Постоянные зубы начинают прорезаться к 6—8 месяцам, и к возрасту в 1,5—2 года прорезаются полностью. С возрастом клыки и резцы сильно стачиваются и темнеют.
Мех у пум густой, но короткий и грубый. Наряду с ягуарунди, пумы — единственные американские кошки, которые окрашены однотонно; отсюда научное название этого вида concolor, которое переводится с латыни как «одноцветный». У взрослых пум окрас серовато-коричневый или коричневато-жёлтый; нижняя сторона тела светлее верхней. В целом, окрас пум напоминает окрас их основной добычи, оленей. На груди, горле и брюхе пум имеются белёсые подпалины; на морде — чёрные отметины, уши тёмные, хвост с чёрным кончиком. Пумы из тропических районов мельче и рыжее, тогда как северные пумы — серых тонов.
Окрас детенышей пумы отличается от окраса взрослых особей. Их шерсть более густая, покрыта тёмными пятнами, полосами на передних и задних конечностях, и кольцами на хвостах. Новорождённые пумы открывают глаза через 2 недели после рождения. Изначально у них голубой цвет глаз, но через полгода он постепенно меняется на коричневый или янтарный. Пятна на шерсти начинают выцветать по прошествии 9 месяцев жизни, и полностью сходят к двум годам.
Известно о существовании светлых и даже белых пум, а также тёмно-коричневых, встречающихся преимущественно в Латинской Америке (последние были описаны Ж. Бюффоном как couguar noire). Пумы-альбиносы и меланисты в природе неизвестны.

## Распространение и подвиды
Исторически ареал пумы был самым обширным среди всех наземных млекопитающих Америки. Даже сейчас по широте распространения пума сравнима (из кошачьих) только с обыкновенной рысью, рыжей рысью, лесной кошкой и леопардом. Первоначально пумы встречались почти повсеместно от юга Патагонии до юго-востока Аляски; область её распространения достаточно точно совпадала с ареалом её главной добычи — различных оленей. Сейчас на территории США и Канады пума сохранилась преимущественно в гористых западных районах. На востоке Северной Америки пума была практически полностью истреблена; исключение составляет крохотная популяция подвида Puma concolor coryi во Флориде.
В настоящее время ареал пумы простирается на 100° широты — от Юкона (Канада) и на юг, охватывая практически всю Южную Америку вплоть до Патагонии.

### Подвиды пумы

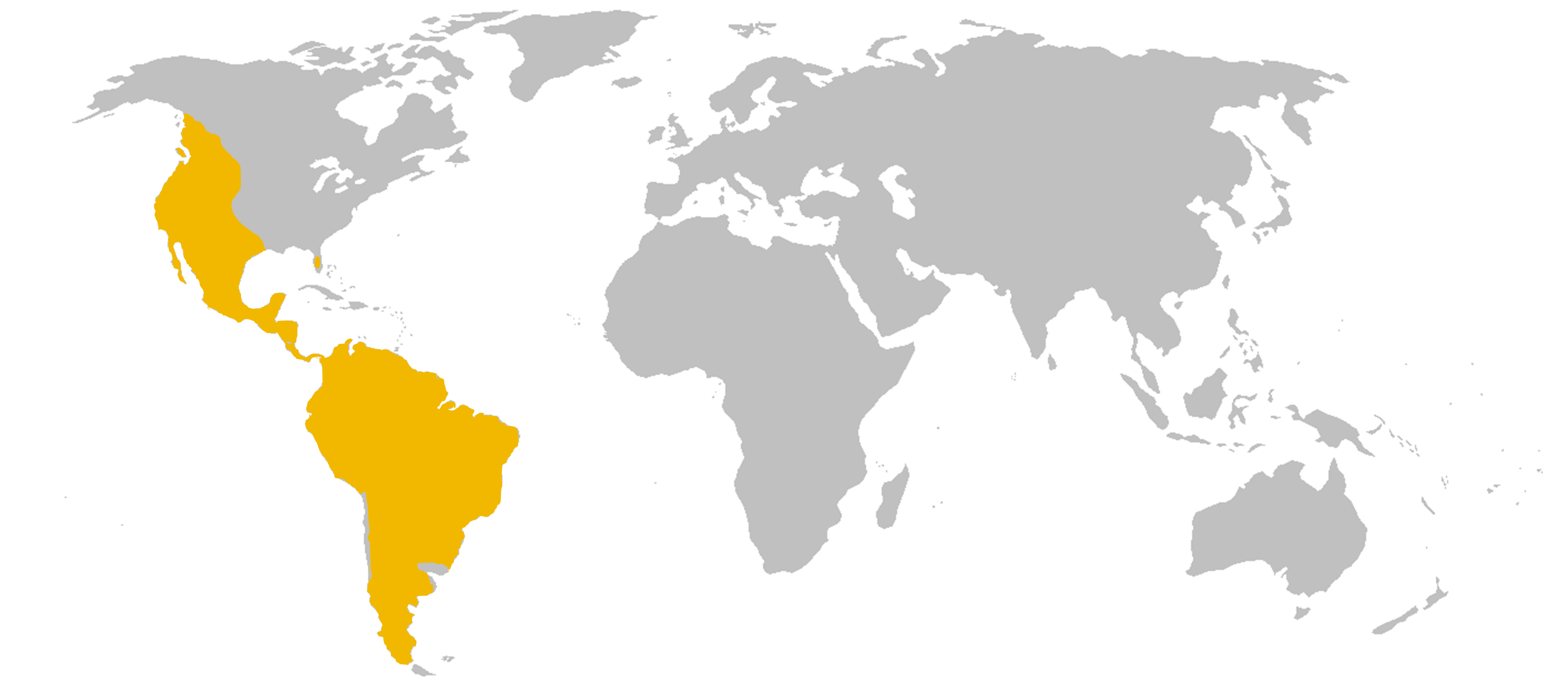
Ареал пумы

Сохранявшаяся до 1999 года старая классификация, основанная на морфологических характеристиках, выделяла от 24 до 30 подвидов пумы:
- Puma concolor acrocodia — от юго-востока Мату-Гросу до Боливии и северной Аргентины,
- Puma concolor anthonyi — южная Венесуэла,
- Puma concolor araucanus — Чили и Аргентина,
- Puma concolor azteca — от Аризоны и Нью-Мексико до Мехико,
- Puma concolor bangsi, водится в северных Андах, от западной Колумбии до Эквадора,
- Puma concolor browni — от Аризоны до Нижней Калифорнии (Мексика),
- Puma concolor californica, водится в штате Калифорния и на севере Нижней Калифорнии,
- Puma concolor concolor — преимущественно Венесуэла, Гайана,
- Флоридская пума (Puma concolor coryi)[9] водилась от Арканзаса и Луизианы до Флориды,
- Коста-риканская пума (Puma concolor costaricensis)[9] водится в Центральной Америке, от Никарагуа до Панамы,
- †Восточная пума (Puma concolor couguar)[9] водилась на северо-востоке США и юго-востоке Канады, от Теннесси до восточного Мичигана,
- Puma concolor discolor — Амазония,
- Puma concolor hippolestes — от Северной Дакоты до Вайоминга и Колорадо,
- Puma concolor improcera — юг Нижней Калифорнии,
- Puma concolor incarum — север Перу и южный Эквадор,
- Puma concolor kaibabensis — Невада, Юта и северная Аризона,
- Puma concolor mayensis — от Герреро и Веракруса (Мексика) до Гондураса,
- Puma concolor missoulensis — от Британской Колумбии до Айдахо и Монтаны,
- Puma concolor oregonensis — юго-восток Британской Колумбии, Вашингтон и Орегон,
- Puma concolor osgoodi,  — Боливийские Анды,
- Puma concolor patagonica — Патагония,
- Puma concolor pearsoni — Патагония и южное Чили,
- Puma concolor puma — центральное Чили и запад Аргентины,
- Puma concolor soderstromi, — Эквадор,
- †Puma concolor shorgeri — от Миннесоты и Висконсина до Канзаса и Миссури,
- Puma concolor stanleyana — от Оклахомы и Техаса до северо-восточной Мексики,
- Puma concolor vancouverensis, — Ванкувер.

#### Современная классификация
Современная классификация, основанная на генетических исследованиях, выделяет 7 подвидов пумы, в свою очередь привязанных к 7 филогеографическим группам:
- †Puma concolor couguar — Северная Америка (от юга Канады до Гватемалы и Белиза);
- Puma concolor costaricensis — Центральная Америка (Никарагуа, Коста-Рика и Панама);
- Puma concolor capricornensis — восточная часть Южной Америки (от южного берега Амазонки в Бразилии до Парагвая);
- Puma concolor concolor — северная часть Южной Америки (Колумбия, Венесуэла, Гайана, Гвиана, Эквадор, Перу, Боливия);
- Puma concolor cabrerae — центральная часть Южной Америки (северо-восток Аргентины, Уругвай);
- Puma concolor puma — южная часть Южной Америки (Чили, юго-запад Аргентины).

#### Флоридская пума
- Флоридская пума (Puma concolor coryi) — самый редкий подвид пумы. Её численность в природе в 2011 году составляла немногим более 160 особей (в 1970-е годы опускалась приблизительно до 20 особей). Обитает она в лесах и болотах южной Флориды (США), преимущественно в районе Биг-Сайпресс. Причиной её вымирания стало, в основном, осушение болот, спортивная охота, отравления и скудность генетического материала, ведущая к инбридингу. Флоридская пума отличается сравнительно мелкими размерами и высокими лапами. Окрас шерсти у неё тёмный, рыжеватый. В результате инбридинга особи этого подвида приобрели загнутый кончик хвоста. Существуют планы скрещивания флоридских пум с пумами других подвидов для создания устойчивой саморегулирующейся популяции.

Другой восточно-американский подвид, висконсинская пума (Puma concolor shorgeri), вымер к 1925 г.

## Образ жизни и питание
Пумы встречаются на разной высоте — от равнин до гор высотой 4700 м над уровнем моря, и в самых разных ландшафтах: в горных хвойных лесах, в тропических лесах, на травянистых равнинах, в пампасах, на заболоченных низменностях и вообще в любой местности, которая предоставляет им достаточное количество еды и убежище. Однако в Южной Америке пумы стараются избегать заболоченных районов и низин, которые облюбовали ягуары. Эти животные прекрасно адаптированы к жизни на пересечённой местности. Так, благодаря мускулистым конечностям, они способны совершать прыжки длиной до 6 м и высотой до 2,5 м, бежать со скоростью до 50 км/ч (хотя и на короткие дистанции). Пума легко передвигается по горным склонам, отлично лазает по деревьям и скалам и при необходимости хорошо плавает.
Вопреки расхожему мнению, пума — довольно тихое животное. Громкие вопли, похожие на человеческие крики, она издаёт только в брачный период.
Пумы ведут строго одиночный образ жизни (исключения составляют пары в 1—6 дней брачного периода и матери с котятами). Плотность их популяции в зависимости от доступности дичи разнится от одной особи на 85 км² до 13 особей на 54 км². Охотничий участок самки пумы занимает от 26 до 350 км² и обычно находится на периферии территории самца. Участки самцов занимают от 140 до 760 км² и никогда не пересекаются. Взрослых самцов редко видят вместе; исключение составляют молодые пумы, только что покинувшие мать. Внутри своего участка пума совершает сезонные перемещения, зимуя и летуя в разных его частях. Границы территории метятся мочой и фекалиями, а также царапинами на деревьях.
Охотится пума преимущественно по ночам. По большей части ареала её рацион состоит в основном из копытных: чернохвостых, белохвостых, пампасных оленей, вапити (американский благородный олень), лосей, карибу, толсторогов и домашнего скота. Однако пума может питаться самыми разнообразными животными — от мышей, белок, опоссумов, кроликов, ондатр, ленивцев, агути, обезьян, поркупинов, канадских бобров, енотов, скунсов и броненосцев, до койотов, рысей, аллигаторовых и даже других пум. Едят они также птиц, рыбу и даже улиток и насекомых. Подобно тиграм и леопардам, пума не делает различий между дикими и домашними животными, при удобном случае нападая на домашний скот, собак, кошек и птицу. При этом нередко она режет больше животных, чем может съесть. Пума может нападать на молодых барибалов, а также существует ряд неподтвержденных свидетельств, описывающих случаи убийства пумами крупных барибалов или даже гризли. Альфред Брем описывает эту кошку как очень смелое и отважное животное.
При охоте пума обычно использует фактор неожиданности — к крупной добыче она подкрадывается, потом с близкого расстояния прыгает ей на спину и используя массу своего тела ломает шею, либо, как и все остальные кошки, хватает зубами за горло и начинает душить. В год одна пума потребляет 860—1300 кг мяса, то есть около 48 копытных зверей. Недоеденное мясо пумы прячут, оттаскивая подальше и засыпая листьями, хворостом или снегом. К спрятанной добыче они возвращаются, иногда неоднократно. Пума способна перетащить на значительное расстояние тушу, впятеро — всемеро превышающую её массой. Племена индейцев, обитавшие на юге Калифорнии, пользовались этой привычкой пум, подбирая за ними объеденные или вообще нетронутые туши.
У пумы нет естественных врагов, но некоторую опасность для пумы могут представлять другие хищники: ягуары, стаи волков, гризли, чёрные медведи, крокодилы, чёрные кайманы и крупные миссисипские аллигаторы. Гризли и барибалы в отношении пумы выступают в роли нахлебников, узурпируя часть добычи

### Нападения на людей
В отличие от многих крупных кошачьих, пумы редко нападают на человека, предпочитая его избегать. С 1890 года по январь 2004 года в США и Канаде было зарегистрировано около ста нападений, исключительное большинство из которых пришлось только на остров Ванкувер. Преимущественно пострадавшие были детьми или людьми невысокого роста, и нападения происходили в сумерках или ночью. У кугуаров может легко возникнуть рефлекс нападения, если человек быстро передвигается и находится один.

## Размножение
Определённого сезона размножения у пум нет, хотя в северных широтах он обычно растянут с декабря по март. Спаривание, как и у других кошек, сопровождается драками и громкими криками самцов; самец старается покрывать всех самок, живущих в пределах его территории. Эструс у самок длится около 9 дней.
Период беременности составляет 82—96 дней. В помёте от 1 до 6 детёнышей массой 226—453 г и длиной около 30 см. Окрас у них коричневый с чёрными пятнами; меняется к годовалому возрасту. Глаза у котят открываются спустя 8—10 дней. В это же время у них прорезаются первые зубы и они начинают играть. В возрасте 6 недель они начинают питаться взрослой пищей, однако продолжают получать молоко. В это время матери приходится приносить добычи в три раза больше, чем обычно. До 15—26 месяцев детёныши остаются с матерью, затем отправляются на поиски собственных охотничьих участков, хотя ещё несколько месяцев после ухода от матери они могут держаться группами. Половой зрелости самки достигают в 2,5 года, а самцы в 3 года.
В природе пума живёт 10—13 лет (продолжительность жизни у самок дольше, чем у самцов), в зоопарках — до 20.

### Гибриды

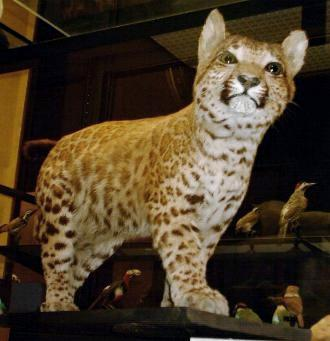
Чучело пумапарда

Хотя пума не является близким родственником больших кошек, были получены гибриды пум с леопардами (пумапарды) и оцелотами. Сообщалось также о гибридах пум с ягуарами.

## Статус популяции и охрана
Несмотря на то, что пумы служат объектом охоты и их ареал сокращается из-за разрушения окружающей среды, большинство подвидов достаточно многочисленны, поскольку пумы легко приспосабливаются к жизни в разных ландшафтах. Так, практически истреблённая в США к началу XX в., сейчас популяция пум на западе этой страны насчитывает около 30 000 особей и продолжает расселяться на восток и юг.
Три подвида пумы занесены в Приложение I CITES: Puma concolor coryi, Puma concolor costaricensis, Puma concolor couguar. Охота на пум повсеместно ограничена или запрещена, хотя их продолжают истреблять из-за вреда, наносимого скотоводству и охотничьему хозяйству.
Единственный подвид, занесённый в Красную книгу МСОП со статусом «в критическом состоянии» (critically endangered), — это флоридская пума Puma concolor coryi.
Интересно также заметить, что сейчас некоторые люди стали приручать пум в качестве своих домашних питомцев (см. также Месси (пума)).

## Галерея

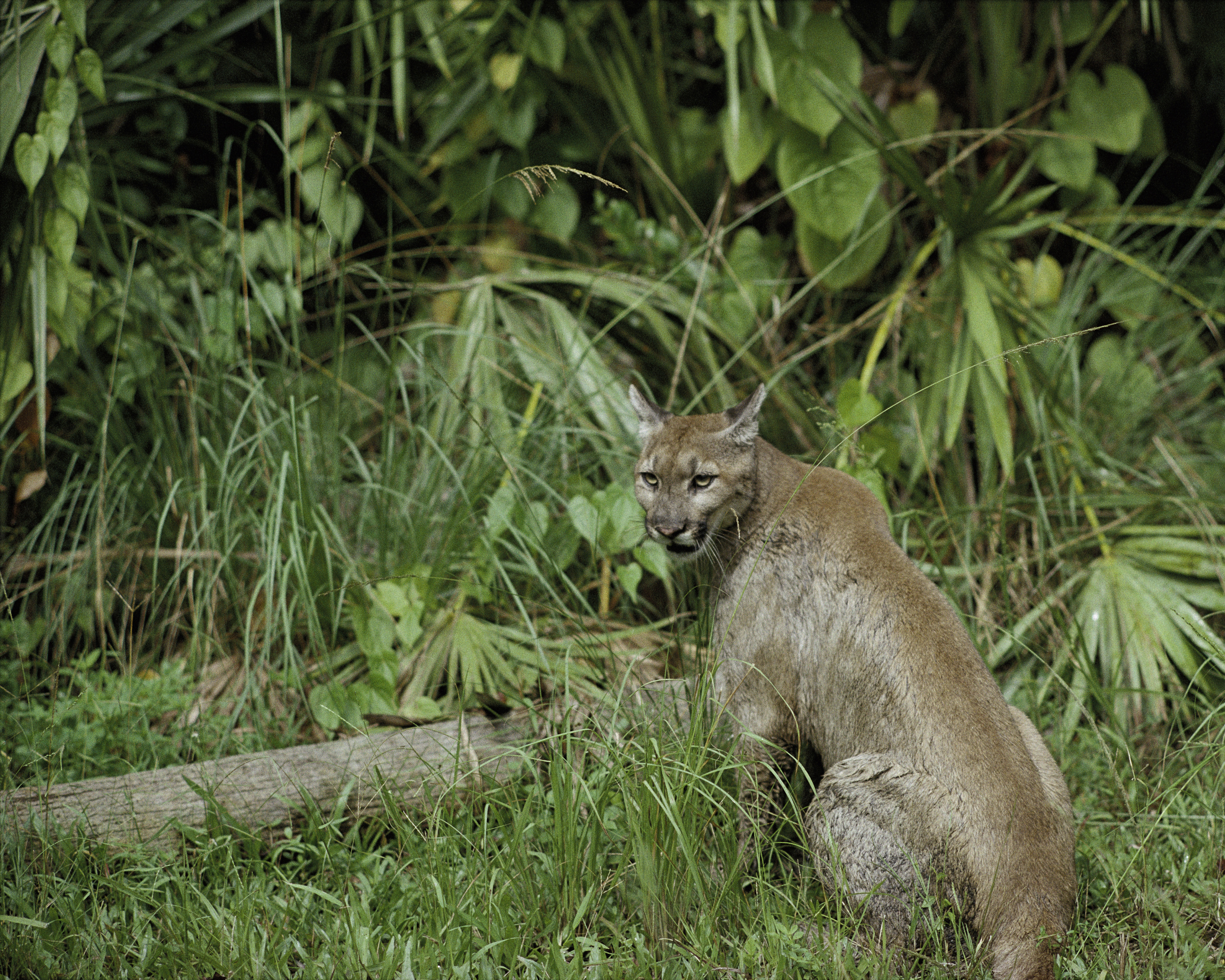
Флоридская пума
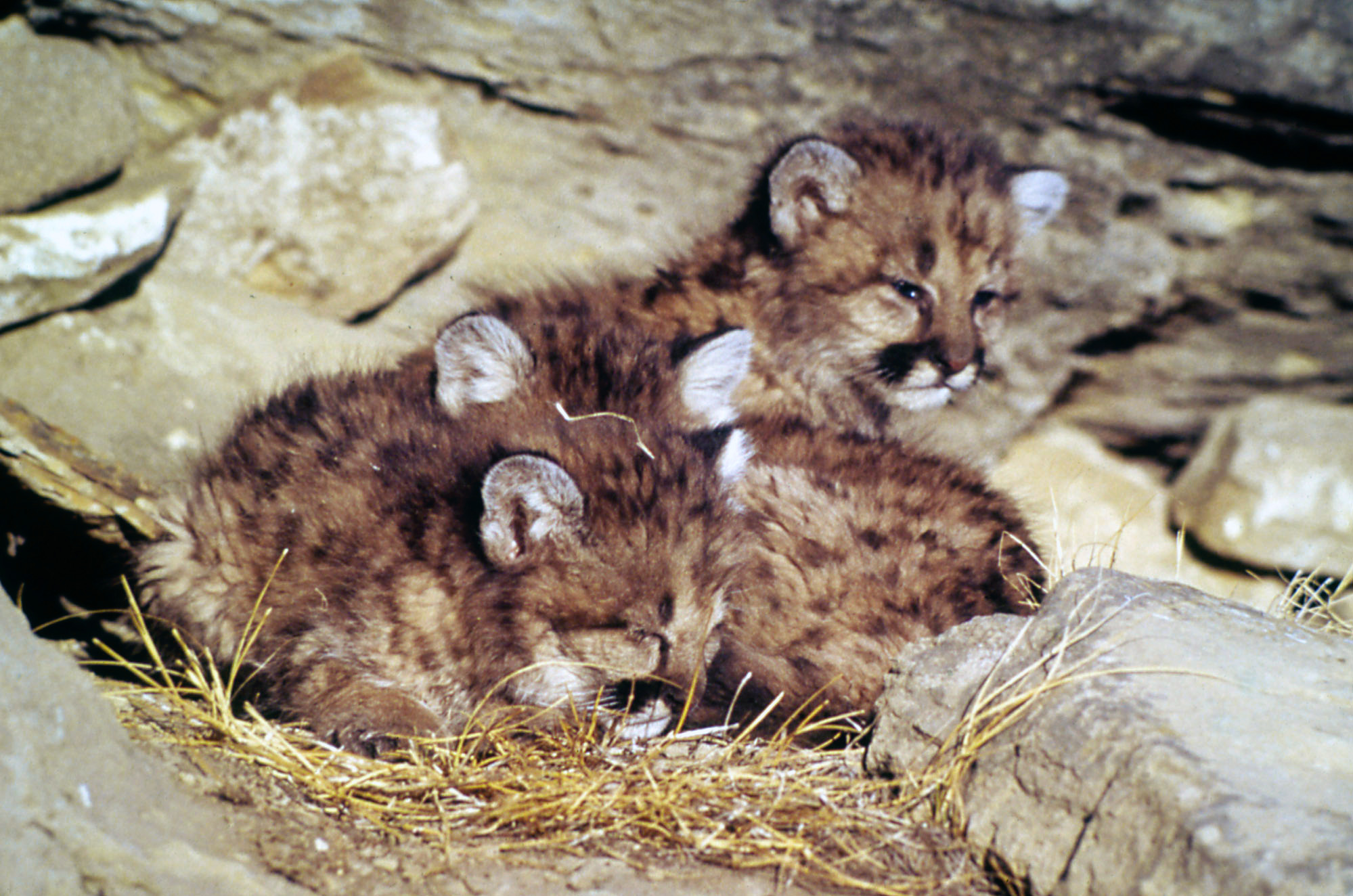
Котята пумы
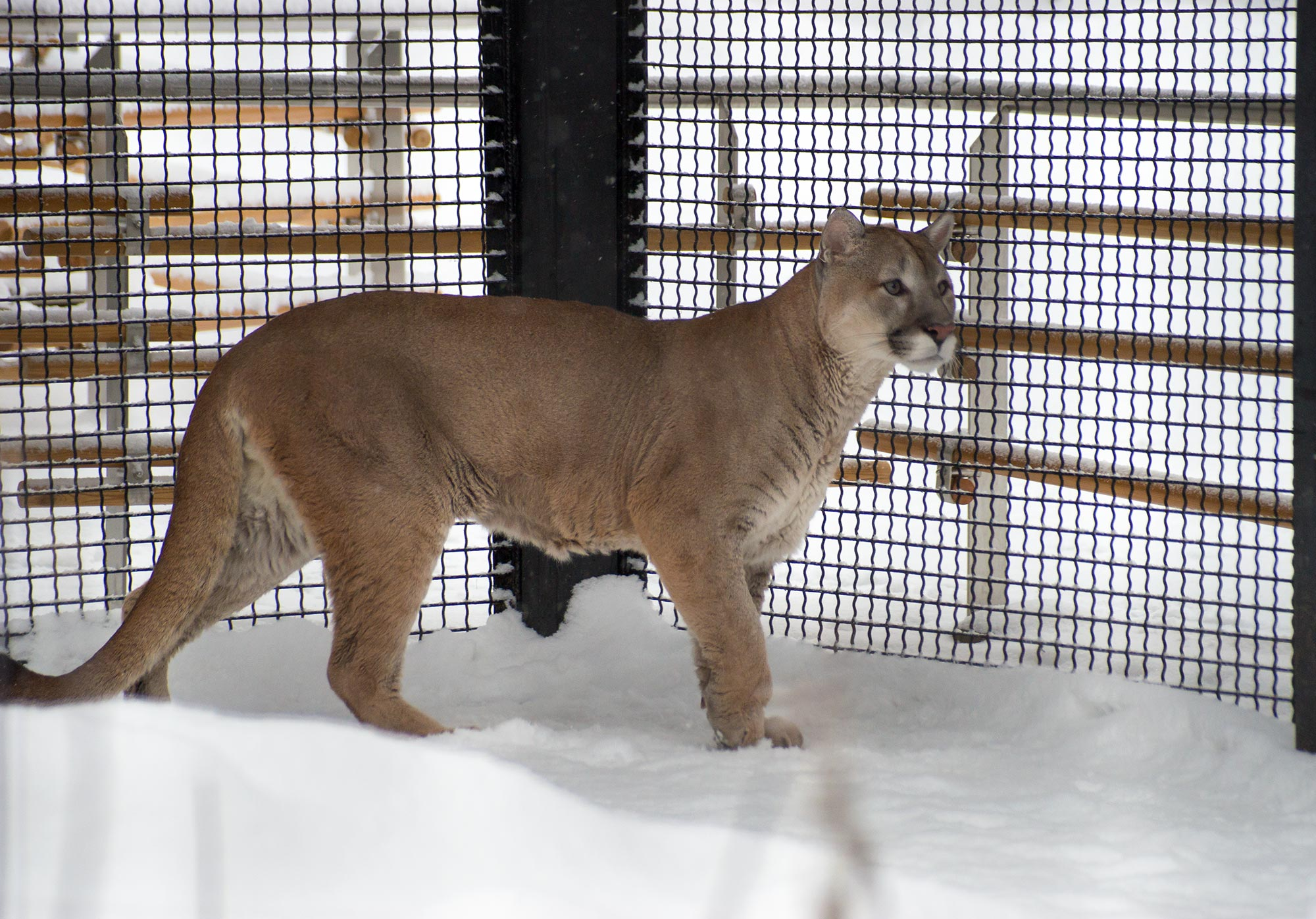
Пума в Московском зоопарке
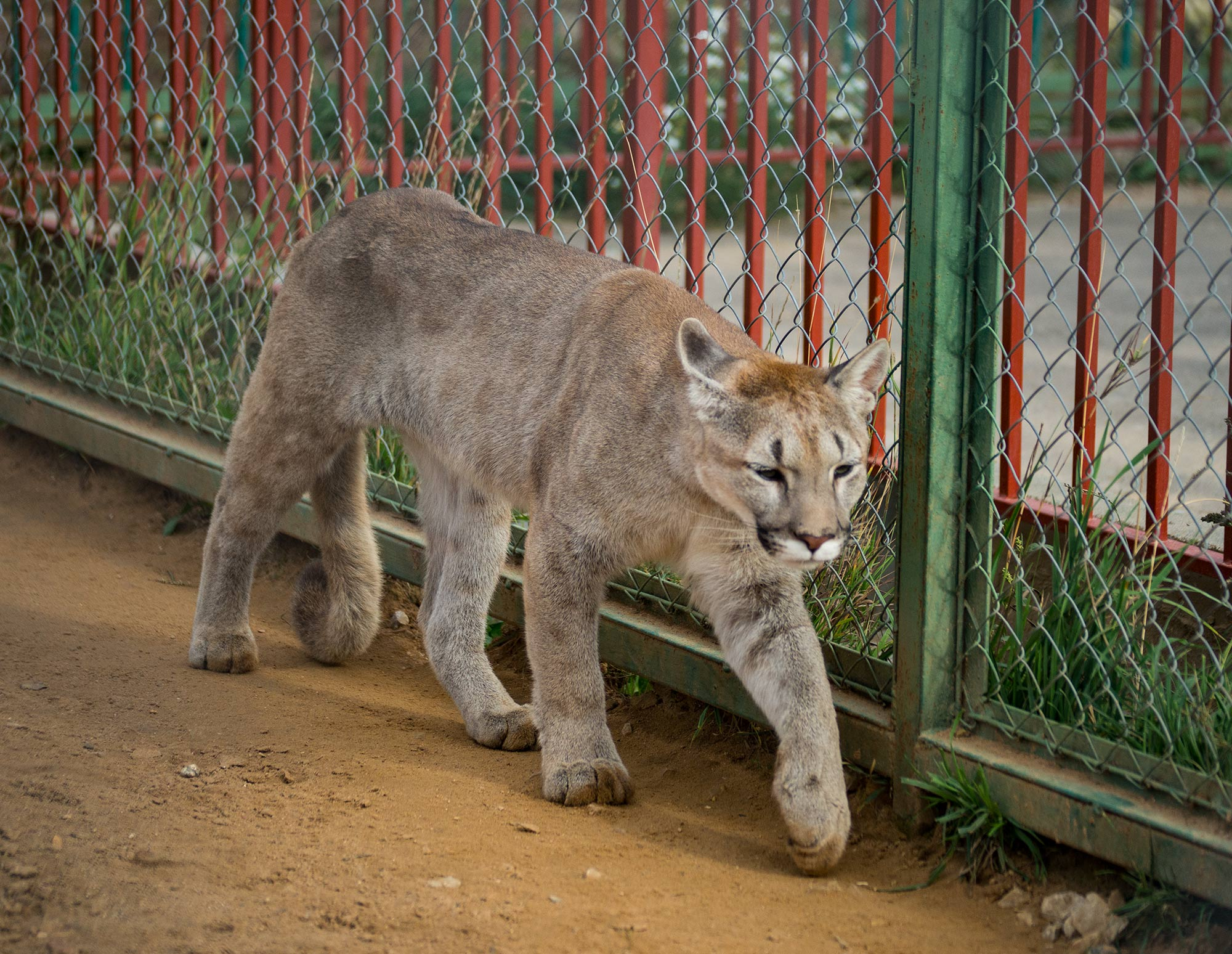
Молодая пума (Экзотик-парк, Подмосковье)
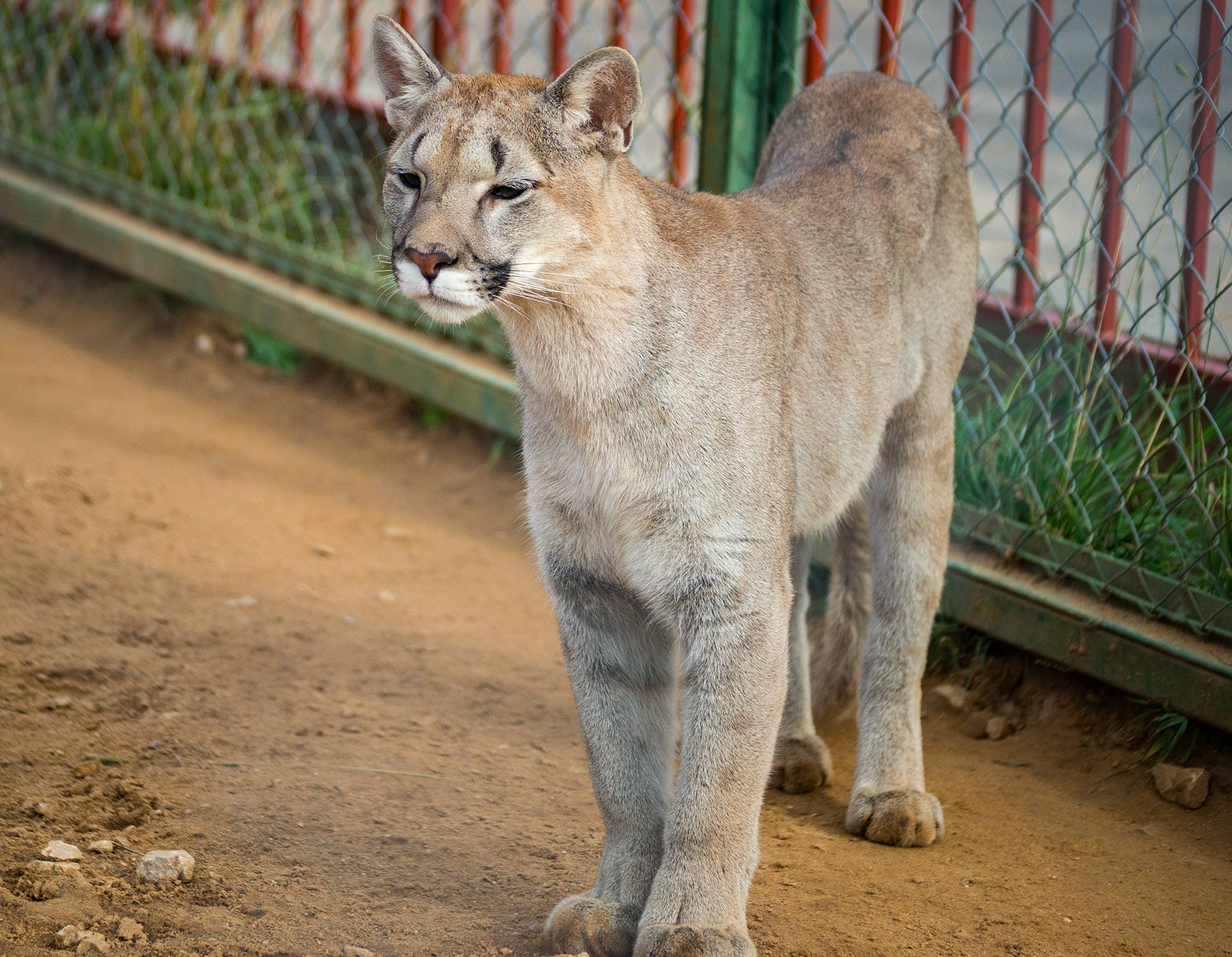
Молодая пума (Экзотик-парк, Подмосковье)